# Rayo OKC
Le Rayo OKC est un ancien club américain de soccer basé à Oklahoma City (Oklahoma). Fondé en novembre 2015 avec le soutien du Rayo Vallecano de Madrid, l'équipe évolue en NASL pendant la saison 2016 avant de disparaître en janvier 2017.

## Histoire
Le 10 novembre 2015, la NASL annonce l'introduction d'une nouvelle franchise baptisée Rayo OKC qui intègre la ligue pour la saison 2016. Cette franchise est la deuxième dans la ville d'Oklahoma City puisque l'Oklahoma City Energy FC évolue déjà depuis 2014 en USL. L'actionnaire majoritaire est Raúl Martín Presa, propriétaire du Rayo Vallecano de Madrid, alors en Liga BBVA. L'ancien entraîneur-chef des Scorpions de San Antonio, Alen Marcina (en) est nommé à la tête de l'équipe le 7 janvier suivant.
Pour se préparer à sa première saison, le club recrute des jeunes joueurs ainsi que des vétérans de la ligue voire de Major League Soccer. Parmi eux, on peut compter le gardien Daniel Fernandes, les défenseurs Juanan, Kosuke Kimura et Michel Garbini, les milieux Derek Boateng, Richard Menjivar et Marvin Chávez ou encore les attaquants Billy Forbes, Robbie Findley et l'international grec Yeóryos Samarás.
Au terme d'une saison inaugurale réussie où l'équipe parvient à se qualifier en séries mais fait face à l'élimination aux dépens du Cosmos de New York en demi-finale, l'entraîneur de la deuxième moitié d'exercice, Gerard Nus (en), annonce son départ du club. À la fin du mois, les médias rapportent que le club aurait libéré tous les joueurs de leur contrat et n'aurait présenté aucun représentant de la franchise au conseil des gouverneurs de la ligue tenu à Atlanta. En janvier 2017, le club ne participe pas à la saison 2017 et disparaît après seulement une année d'existence.

## Personnalités du club

### Entraîneurs
Alen Marcina (en) est le premier entraîneur de l'histoire de la franchise. Nommé le 7 janvier 2016, il mène le club pendant dix-huit rencontres avant d'être remplacé par Gerard Nus (en) le 1er août 2016. Ce dernier quitte le club le 7 novembre suivant pour retourner en Espagne et démarrer un poste de directeur technique adjoint au Rayo Vallecano de Madrid.

## Bilan par saison
| Saison | Saison régulière | Saison régulière | Saison régulière | Saison régulière | Saison régulière | Saison régulière | Saison régulière | Saison régulière | Saison régulière | Saison régulière | Séries      | US Open Cup    | Affl. moy. saison régulière | Affl. moy. séries éliminat. |
| Saison | Ligue            | Place            | M                | V                | N                | D                | BP               | BC               | Pts              | Général          | Séries      | US Open Cup    | Affl. moy. saison régulière | Affl. moy. séries éliminat. |
| ------ | ---------------- | ---------------- | ---------------- | ---------------- | ---------------- | ---------------- | ---------------- | ---------------- | ---------------- | ---------------- | ----------- | -------------- | --------------------------- | --------------------------- |
| 2016   | NASL Spring      | 8e/11            | 10               | 3                | 3                | 4                | 11               | 12               | 12               | 4e/12            | Demi-finale | Troisième tour | 3 242                       | N/A                         |
| 2016   | NASL Fall        | 4e/12            | 22               | 9                | 8                | 5                | 28               | 21               | 35               | 4e/12            | Demi-finale | Troisième tour | 3 242                       | N/A                         |